# Кола със сено (Йеронимус Бош)
„Кола със сено“ е триптих на Йеронимус Бош и се счита за първата от големите сатирико-нравоучителни алегории от зрелия период на творчеството на художника.
Триптихът изобилства с малки фигурки, изписани с удебелена техника на мазките. Запазен е до наше време в 2 версии – в музея „Прадо“ в Мадрид и в комплекса Ескориал. Те са добре запазени, но са подлагани на мащабна реставрация. Има различни становища на изкуствоведите за това коя версия е оригиналната. Нъдвожно е нсеки от тях да е оригинален. Във всеки случай картината на външните крила очевидно е изпълнена от четката на някой от учениците на Бош.

## Централна част
На фона на безкраен пейзаж, огромна натоварена кола сено се движи в кавалкада, и сред тях – императорът и папата (с разпознаваеми черти на Александър VI). Представители на други групи – селяни, граждани, клирици и монахини – вземат част от сеното от колата или се бият за него. Над трескавата човешка суета отгоре гледа Христос, заобиколен от златен блясък. Никой, освен молещия се на върха на кола ангел, не забелязва нито Божественото присъствие, нито това, че на каруцата има демони.
Може би картината илюстрира стара нидерландска поговорка: „Човешката раса живее в грях, тя напълно е отритнала божествените устои и не се интересува от съдбата, определена ѝ от Бог.“
Основно внимание е отделено на един от смъртните грехове – преследване на земните блага. Това е алчността, различни характеристики на която са обозначени с движещите се до натоварената кола и около нея хора. Управници – светски и духовни, ходят след натоварената кола, без да се намесват в борбата и разпрата за сеното, само защото това е сено и то им принадлежи, те носят греха на гордостта. Алчността кара хората да лъжат и мамят: долу вляво момче води за ръка един мъж с цилиндър на главата, който се преструва, че е слепец, за да взема подаяние. Лечител шарлатанин в центъра, излага на масата своите дипломи, за да смае въображението на лековерните жертви; натъпканата му със слама кесия (този фрагмент го има само при версията на триптиха от „Прадо“) показва, че парите са натрупани по нечестен път и така ще е в бъдеще. Отдясно няколко монахини тъпчат сено в чувал под наблюдение на седнал на масата монах, чийто огромен корем свидетелства за чревоугодие.

Влюбени двойки на върха колата вероятно въплъщават грехът на сладострастието, което в известен смисъл е противоположно на алчността, тъй като преследване на плътски наслаждения предполага по-скоро разточителство на земни блага, отколкото тяхното спестяване и натрупване. Може да се отбележи някаква „съсловна разлика“ между целуващите се в храстите няколко обикновени хора и музициращите любовници от по-изисканото общество. Всички тези подробности са предназначени за подсилване на основната тема – триумфът на алчността.

## Алегория
Дидактическият и морализаторският характер на триптиха е несъмнен. В нидерландската народна песен (около 1470 г.) се разказва как Бог събира, подобно на копа сено, всичко, което има в светлината на доброто, в една купчина, предназначена за общото благо. Въпреки това всеки човек иска да вземе за себе си всичко. Има и още един нюанс, тъй като сеното – евтина стока, символизира ненужността и нищожността на земните блага. Именно такъв е алегоричният смисъл на изображенията на кола със сено, които са след 1550 г. на фламандските гравюри. Колата със сеното участва в религиозни шествия – например останали са описания на съвременници за това, как през 1563 г. дяволът на „Лъжата“, в йерархията на демоните „отговарящ“ за лъжата и измамата, кара по улиците на Антверпен препълнена със сено каруца, зад която вървят хора „различни касти“, хвърляйки сено в знак за това, че всички светски блага са нищо (каламбур, произлезъл от двойното значение на фламандската думите „hooi“ – „сено“ и „нищо“). „В крайна сметка, всичко ще се окаже «hooi»“ – така звучи припева на песен от онова време.

## Ляво крило
Лявото крило на триптиха е посветено на темата за изкушението на предците, Адам и Ева. Традиционният, култов характер на това изображение няма съмнение: то включва четири епизода от библейската книга Битие – низвергване от небето на непокорните ангели, създаването на Ева, грехопадението, прогонването от Рая. Всички сцени са разпределени в пространството на единна природа, изобразяваща Рая. Иконографическа новост е това, че Бош свързва грехопадение на Адам и Ева, с низвергването на непокорните на ангелите.

## Дясно крило
Изображението на Ада се среща в творчеството на Йеронимус Бош много по-често, отколкото Рая. Художникът запълва пространството с апокалиптически пожари и руини на архитектурни сгради, навяващи на спомена за Вавилон.

## Външни крила
Външните крила на триптиха по умението на изпълнение не могат да се мерят с изображението на вътрешните крила и са изработени може би от помощници и ученици на Йеронимус Бош, въпреки че се вписват в общия композиционен план.
Фигура на изморен, окаян, немлад човек с плетен кош на гърба, заема целия преден план. Фонът представлява зловещ, мрачен, обкръжаващ странника пейзаж, който е неприветлив и всява тревога. Отляво долу лежат череп и кости; по петите на този пътник тича, опитвайки да го ухапе, уродливо куче; мостът, на който той се готви да стъпи, е пропукан и всеки момент дъската му ще се счупи. В далечината се виждат разбойници, ограбващи друг пътник и привързващи го към едно дърво. Под друго дърво, под звуците на музика танцуват селяни. На хълма (на заден план) около бесилка се е събрала тълпа, а редом с нея се вижда висок пилон със закрепено в края му колело – на него е било прието да слагат тялото на екзекутираните престъпници.
Пътят на пилигрима преминава чрез враждебен и коварен свят, а всички опасности, които той таи, са представени в детайлите на пейзажа. Едни застрашават живота – въплъщавайки се в образите на разбойниците или злобното куче (впрочем то може да символизира също и клеветниците, чието злоезичие често сравняват с кучешки лай). Танцуващите селяни е образ на друга, морална опасност; подобно на любовниците на върха на колата със сено, те са приластени от „музиката на плътта“ и са се покорили.